# Tord de Lawrence
El tord de Lawrence (Turdus lawrencii) és un ocell de la família dels túrdids (Turdidae).

## Hàbitat i distribució
Habita boscos i pantans de les terres baixes per l'est dels Andes a l'extrem sud-est de Colòmbia, sud de Veneçuela, est de l'Equador, nord-est i sud-est del Perú, nord de Bolívia i oest amazònic del Brasil.